# Sense límit
Sense límit (títol original: Go) és una pel·lícula estatunidenca dirigida per Doug Liman, estrenada el 1999. Ha estat doblada al català.

## Argument
La nit de Nadal, amenaçada d'expulsió, Ronna ha de trobar diners sigui com sigui. Reemplaça de cop i volta Simon, el seu col·lega al supermercat que ha marxat a divertir-se amb companys a Las Vegas. Però decideix també de secundar-lo en les seves activitats il·legals de traficant, amb l'ajuda de la seva amiga Clara. No obstant això, Adam i Zack, joves actors obligats a ajudar la policia a detenir revenedors de droga, posen un parany a Ronna i Clara. Com que Simon té un do fora del comú per atreure els problemes, les catàstrofes s'acumulen en el transcurs d'una nit inoblidable per a ell i els seus companys. Tots es troben aviat en una situació tan catastròfica com graciosa, cadascú des del seu punt de vista. Cap d'ells no oblidarà aquesta nit.

## Repartiment
- Sarah Polley: Ronna Martin
- Desmond Askew: Simon Baines
- Jay Mohr: Zack
- Scott Wolf: Adam
- Katie Holmes: Clara Montgomery
- Taye Diggs: Marcus
- Timothy Olyphant: Todd Gaines
- William Fichtner: Burke
- J.E. Freeman: Victor Sr.
- James Duval: Singh
- Breckin Meyer: Tiny
- Nathan Bexton: Mannie
- Jane Krakowski: Irene
- Jimmy Schubert: Victor Jr.
- Katharine Towne: Becky

## Al voltant de la pel·lícula
- El rodatge va començar el març de 1998 a Los Angeles i Las Vegas.

## Banda original
- Fire Up the Shoesaw, interpretat per Lionrock
- Silver Bells, interpretat per Starlite Pop Orchestra
- Hark the Herald Angels Sing, interpretat per Starlite Pop Orchestra
- New, interpretat per No Doubt
- Angel, interpretat per Massive Attack
- Macarena (DJ Dero Piano Mix), interpretat per Los del Río
- Swords, interpretat per Leftfield et Nicole Willis
- To All the Lovely Ladies, interpretat per Goldo
- Rockitt, interpretat per Sunset Sky
- Believer, interpretat per BT
- Cha Cha Cha (Go Remix), interpretat per Jimmy Luxury et The Tommy Rome Orchestra
- Gangster Tripping, interpretat per Fatboy Slim
- Scatter and Swing, interpretat per Lionrock
- Let Your Love Flow, interpretat per Bellamy Brothers
- Talisman, interpretat per Air French Band
- Steal my Sunshine, interpretat per Len
- Always on the Run, interpretat per Lenny Kravitz
- Song for Holly, interpretat per Esthero et Danny Saber
- Shooting Up in Vain (Go Remix), interpretat per Eagle-Eye Cherry
- Magic Carpet Ride, interpretat per Steppenwolf
- Magic Carpet Ride (Steir's Mix), interpretat per Phillip Steir
- The Christmas Song (Chestnuts Roasting on an Open Fire), interpretat per Starlite Pop Orchestra
- Blackout, interpretat per Sunset Sky
- Jah Jah Voice Is Calling, interpretat per Peter Broggs
- Troubled by the Way We Came Together, interpretat per Natalie Imbruglia
- Good to Be Alive, interpretat per DJ Rap

## Premis i nominacions
- Nominació al gran premi especial, en el Festival del cinema americà de Deauville l'any 1999.
- Nominació al premi del millor realitzador i millor segon paper femení per a Sarah Polley, en els Premis Independent Spirit l'any 2000.

## Crítica
- "Una comèdia hàbilment observadora, no deixis de veure 'Go' si vols saber quins talents estan florint (...) salvatgement entretinguda"[3]
- "Entretinguda i intel·ligent. Llimen és un director amb talent. 'Go' té energia i enginy, i les interpretacions s'ajusten al material."[4]